# Torkmaskin
En torkmaskin är inom massa- och pappersindustrin en maskin som torkar pappersmassa som ska transporteras till en pappersmaskin, där den torkade pappersmassa löses upp och blir råmaterial för papper. Så kallade ointegrerade pappersmassafabriker torkar all sin pappersmassa i torkmaskiner, medan integrerade bruk även kan skicka massa direkt till en närliggande pappersmaskin.
En torkmaskin liknar en pappersmaskin väldigt mycket, och har vira-, press- och torkparti. En stor skillnad är dock att banan vanligen skärs till ark som pressas och binds ihop till balarna, istället för att rullas ihop till rullar. Ett massabruk kan antingen förse pappersmaskiner inom den egna koncernen med massabalar, eller sälja balar till andra företag, ofta både och.